# Конвој (филм из 1978)
Конвој (енгл. Convoy) је амерички акциони драмски филм из 1978. године у режији Сема Пекинпоа.
Када Мартин Пенвалд уђе у сукоб са корумпираним шерифом, јер је овај лажно оптужио њега и његове пријатеље, Мартину показују подршку колеге камионџије из целе земље, који га хватају за правду.

## Радња
Камионџији „Гуменом Патку” се на путу кроз Аризону придружују „Љубавна машина” и „Паук Мајк”. Зауставља их корумпирани шериф Лајл Валас па морају да плате казну. Касније их шериф Лајл проналази у ресторану где их провоцира прети Пауку Мајку. Настаје општа туча из које камионџије беже, а вест се брзо шири преко радио станице. Њихова намера је да оду у Нови Мексико и на тај начин избегну кривично гоњење. Овај догађај поприма много веће размере кад се све више камионџија прикључује одметнутом конвоју у знак подршке. Шериф Лајл жели освету, синдикат возача своја права, а политичари прилику за своју промоцију.

## Улоге
| Глумац            | Улога                           |
| ----------------- | ------------------------------- |
| Крис Кристоферсон | Мартин Пенволд „Гумени Патак”   |
| Али Макгро        | Мелиса                          |
| Ернест Боргнајн   | шериф Лајл Волас „Памучна уста” |
| Берт Јанг         | Боби „Љубавна машина”           |
| Френклин Аџај     | „Паук Мајк”                     |
| Мег Синклер       | „Удовица”                       |
| Кејси Јејтс       | Вајолет                         |
| Симор Касел       | гувернер Џери Хаскинс           |
| Брајан Дејвис     | заменик гувернера Чак Арнолди   |
| Волтер Кели       | федерални агент Хамилтон        |
| Џексон Д. Кејн    | „Велики Гадни”                  |
| Били Хјуз         | „Упаковани Пацов”               |
| Вајти Хјуз        | „Бели Пацов”                    |
| Бил Кунц          | „Стара Игуана”                  |
| Томи Џ. Хаф       | „Гуштеров језик”                |

## Награде
- Награда „Златни екран”, 1980. године у Немачкој.[2]